# Botanical Miscellany
Botanical Miscellany (сокр. «Bot. Misc.») — ботанический журнал под редакцией английского ботанического иллюстратора, ботаника и миколога Уильяма Джексона Гукера, издававшийся в Лондоне в 1830, 1831, 1833 годах. В журнале были опубликованы статьи 588 учёных, в которых описано значительное число новых родов и видов растений.

## История
Выпуск журнала осуществляло издательство John Murray, принадлежавшее его основателю Джону Мюррею.
Первоначально Гукер намеревался публиковать журнал «Botanical Miscellany» ежеквартально, но не получил финансовой поддержки, необходимой для ежеквартального выпуска и журнал выпускался примерно каждые полгода. Девятый выпуск стал последним в марте 1833 года. Публикация журнала была прекращена из-за отсутствия поддержки со стороны ботанической общественности. Каждый номер содержал в среднем более 120 страниц высокой печати.
В период с апреля 1829 года по март 1833 года было издано три тома и 9 частей.
- Том 1 — на титуле 1930
  - Часть 1 (апрель 1829)
  - Часть 2 (сентябрь 1829)
  - Часть 3 (весна или осень 1930)
- Том 2 — на титуле 1931
  - Часть 4 (после 22 октябрь 1830)
  - Часть 5 (вероятно, весна 1830)
  - Часть 6 (вероятно, осень 1830)
- Том 3 — на титуле 1833
  - Часть 7 (вероятно, весна 1832)
  - Часть 8 (1 августа 1832)
  - Часть 9 (1 марта 1833)

В 1934 году был выпущен «Журнал ботаники», являющийся второй серией ботанического сборника Журнал ботаники, являющийся второй серией ботанического сборника. Гукер Джексон опубликовал 4 номера в 1834—1842 годах как преемник «Ботанического сборника», а в 1842 году его заменил Лондонский журнал ботаники. В Лондонском журнале были уже изобразительные описания растений, которые публиковал в Лондоне Гукер Джексон. Он опубликовал 7 номеров в 1842—1848 годах. В 1849 году Лондонский журнал ботаники был заменён Журналом ботаники и садоводства Кью, который представлял собой серию из девяти томов с ботаническими иллюстрациями и описаниями, сделанными Уильямом Джексоном Хукером. Вестник публиковался с 1849 по 1857 годы.

### Публикации
- Sir Hooker W. J. Botanical miscellany: containing figures and descriptions of such plants as recommend themselves by their novelty, rarity or history (англ.) / Hooker W. J. — il. — London: John Murray, 1830. — Vol. 1. — 356 p.
- Sir Hooker W. J. Botanical miscellany: Vol. 1—3. (afterw.) The Journal of botany. Pt. 1, vol. 2—4 (afterw.) The London journal of botany. Vol. 1—7 (afterw.) Hooker's journal of botany and Kew garden miscellany. Vol. 1—9. (Ed.) by W. J. Hooker (англ.) / Hooker W. J. — il. — London: John Murray, 1831. — Vol. 2. — 421 p.
- Sir Hooker W. J. Botanical Miscellany: Containing Figures and Descriptions of Such Plants as Recommended Themselves by Their Novelty, Rarity, Or History, Or by the Uses to which They are Applied in the Arts, in Medicine, and in Domestic Economy: Together with Occasional Botanical Notices and Information (англ.) / Hooker W. J. — London: John Murray, 1833. — Vol. 3. — 390 p.

Подробности публикаций
- Vol. (том) 3 (xci переданные гравюры; xcii—cxii, xli переданные гравюры (некоторые сложенные по папкам и цветные)): ил.; 25 см, переплёт твёрдый. Содержит много австралийских растений ссылки и специальные статьи. Фергюсон (англ. Ferguson) 1367a.